# جان هرالد
جان هرالد (ارمنی: Ջոն Հերալդ؛ انگلیسی: John Herald؛ ۶ سپتامبر ۱۹۳۹ – ۱۸ ژوئیهٔ ۲۰۰۵) موسیقی‌دان سبک موسیقی فولک معاصر و موسیقی بلوگرس ارمنی‌تبار اهل ایالات متحده آمریکا بود. وی بین سال‌های ۱۹۵۹ تا ۲۰۰۵ میلادی فعالیت می‌کرد.

## زندگی‌نامه
هرالد در ۶ سپتامبر ۱۹۳۹ در نیویورک سیتی از پدری به نام لوون سرابیان هرالد (شاعر) و بتی فورستر به دنیا آمد. او در ۱۸ ژوئیهٔ ۲۰۰۵ در سن ۶۵ سالگی در وست هرلی، نیویورک درگذشت.